# Христо Димитров (дипломат)
 Христо Георгиев Димитров е български дипломат.

## Биография
Роден е в 1912 година в ениджевардарското село Крива, тогава в Османската империя. Завършва строително училище. Започва дипломатическа кариера. От 1956 година е пръв пълномощен министър в Сирия. Със създаването на Обединената арабска република в 1958 година легацията в Кайро поема функциите на тази в Дамаск, която е закрита. От 10 октомври 1958 година Димитров става пръв пълномощен министър, а от 9 септември 1960 година - посланик в Индонезия, където остава до 1962 година. От 11 март 1959 година Димитров е и пълномощен министър в Бирма със седалище в Джакарта. От 1964 до 1969 година е посланик в Индия и в Бирма и Шри Ланка със седалище в Делхи.